# Homalocarpus digitatus
Homalocarpus digitatus är en flockblommig växtart som först beskrevs av Rodolfo Amando Philippi, och fick sitt nu gällande namn av Mildred Esther Mathias och Lincoln Constance. Homalocarpus digitatus ingår i släktet Homalocarpus och familjen flockblommiga växter. Inga underarter finns listade i Catalogue of Life.